# Mark Rydell
Mark Rydell (Nova Iorque, 23 de março de 1928) é um ator, diretor e produtor de televisão estadunidense. Ele dirigiu diversos filmes indicados ao Óscar, incluindo The Fox (1967), The Reivers (1969), Cinderella Liberty (1973) e The Rose (1979), The River (1984) e For the Boys (1991).

## Filmografia
- Mr. Novak (1964)
- Ben Casey (1963–64)
- The Reporter (1964)
- Slattery's People (1965)
- I Spy (1965)
- The Wild Wild West (1966)
- The Long, Hot Summer (1965–66)
- The Fugitive (1966)
- Gunsmoke (1964–66)
- The Fox (1967)
- The Reivers (1969)
- The Cowboys (1972)
- The Long Goodbye  (1973)
- Cinderella Liberty (1973)
- Harry and Walter Go to New York (1976)
- Family (1976)
- The Rose (1979)
- On Golden Pond (1981)
- The River (1984)
- For the Boys (1991)
- Intersection (1994)
- Crime of the Century (1996)
- James Dean (2001)
- Even Money (2006)
- Masters of Science Fiction (2007)